# Gomes Vinagre
Gomes Vinagre foi um navegador português do Século XV.

## Biografia

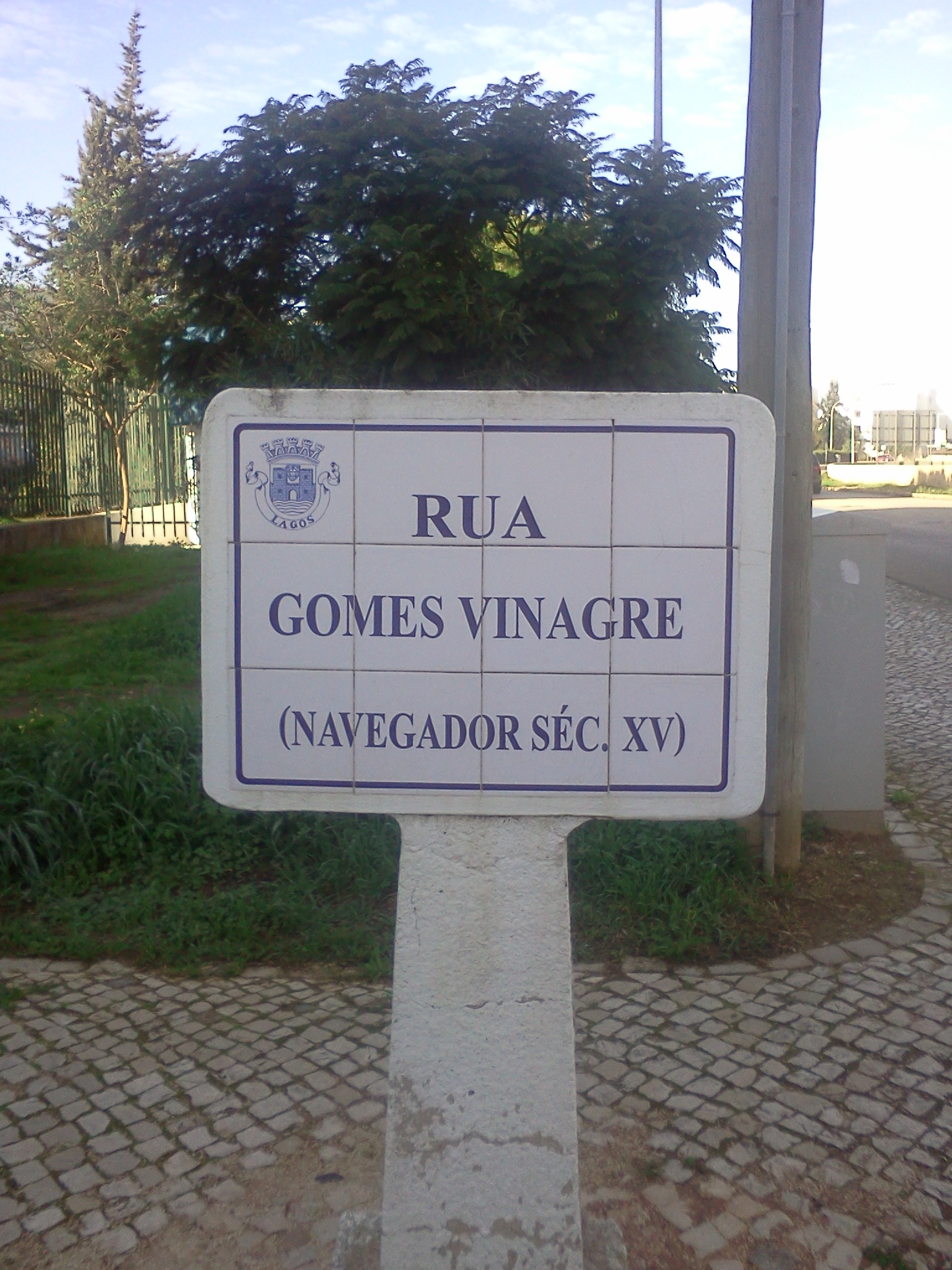
Placa toponímica da Rua Gomes Vinagre, em Lagos.

Em 1441, navegou para o Rio do Ouro, e em 1458 ocupava a função de almoxarife do Infante Dom Henrique, na então vila de Lagos.

## Homenagens
Em 3 de Março de 2004, a Câmara Municipal de Lagos colocou o nome de Gomes Vinagre numa rua do concelho.